# Watson Fothergill
Watson Fothergill (12. července 1841 Mansfield – 6. března 1928 Nottingham) byl britský architekt, který navrhl více než 100 jedinečných budov v Nottinghamu v anglickém regionu East Midlands. Byl ovlivněn hlavně stylem novogotiky a starými anglickými lidovými architektonické styly. Jeho práce se datují od roku 1864 přibližně do roku 1912. Jeho nejstarší zachovalá budova pochází z roku 1866.

## Život
Narodil se v roce 1841 v Mansfieldu v hrabství Nottinghamshire. Byl synem bohatého nottinghamského obchodníka s krajkou Roberta Watsona a Mary Ann Fothergill. V roce 1892 si změnil jméno na Watson Fothergill, aby zachoval pokračování matčina jména.
Po své smrti v roce 1928 po sobě zanechal majetek v hodnotě 73 908 liber, 5 šilinků a 11 pencí (ekvivalent přibližně 5 620 000 liber v roce 2023).

## Rodina
V roce 1867 se oženil se s Anne Hage v kostele svatého Jana v Mansfieldu. Měli spolu 7 dětí:
- Marian Watson (1868–1955)
- Annie Forbes Watson (1869–1930)
- Edith Mary Watson (1871–1936)
- Eleanor Fothergill Watson (1872–1946)
- Samuel Fothergill Watson (1875–1915)
- Harold H. Watson (1877-1905)
- Clarice Watson (1877–1955)

Jeho tchán Samuel Hage, byl jedním ze spoluzakladatelů pivovaru Mansfield Brewery.

## Kariéra
V roce 1856 nastoupil do architektonické kanceláře Fredericka Jacksona, architekta a zeměměřiče v Nottinghamu, která se nacházela u brány svatého Petra. V polovině 60. let 19. století se stal asistentem Isaaca Charlese Gilberta, který sídlil na Clinton Street v Nottinghamu. Po osmnácti měsících u Gilberta se v roce 1862 připojil ke kanceláři Arthura Williama Blomfielda v Londýně. V roce 1864 pracoval s Johnem Middletonem v Cheltenhamu, ale ještě téhož roku odešel a založil si svou vlastní kancelář na 6 Clinton Street v Nottinghamu. Na Clinton Street setrval až do její demolice v roce 1894, která proběhla v souvislosti se stavbou Velké centrální železnice. Poté se přesunul do provizorní kanceláře na 18 George Street a připravil přestavbu protější budovy čp. 15, kterou následující rok dokončil a kam se nastěhoval 12. prosince 1895. Od roku 1880 až do svého odchodu na odpočinek v roce 1912, byl spolupracovníkem Lawrence George Summerse.
Je mu připisován velký vliv na architekturu významného britského průmyslového města Nottinghamu, kde navrhl více než 100 budov od kanceláří, bank a skladišť, až po kostely a rodinné domy. Jeho snadno rozpoznatelný styl zahrnuje užívání kontrastních horizontálních pruhů z červených a modrých cihel, tmavých dřevěných říms a balkonů, a také propracovaných věžiček a kamenických ozdob.

## Galerie

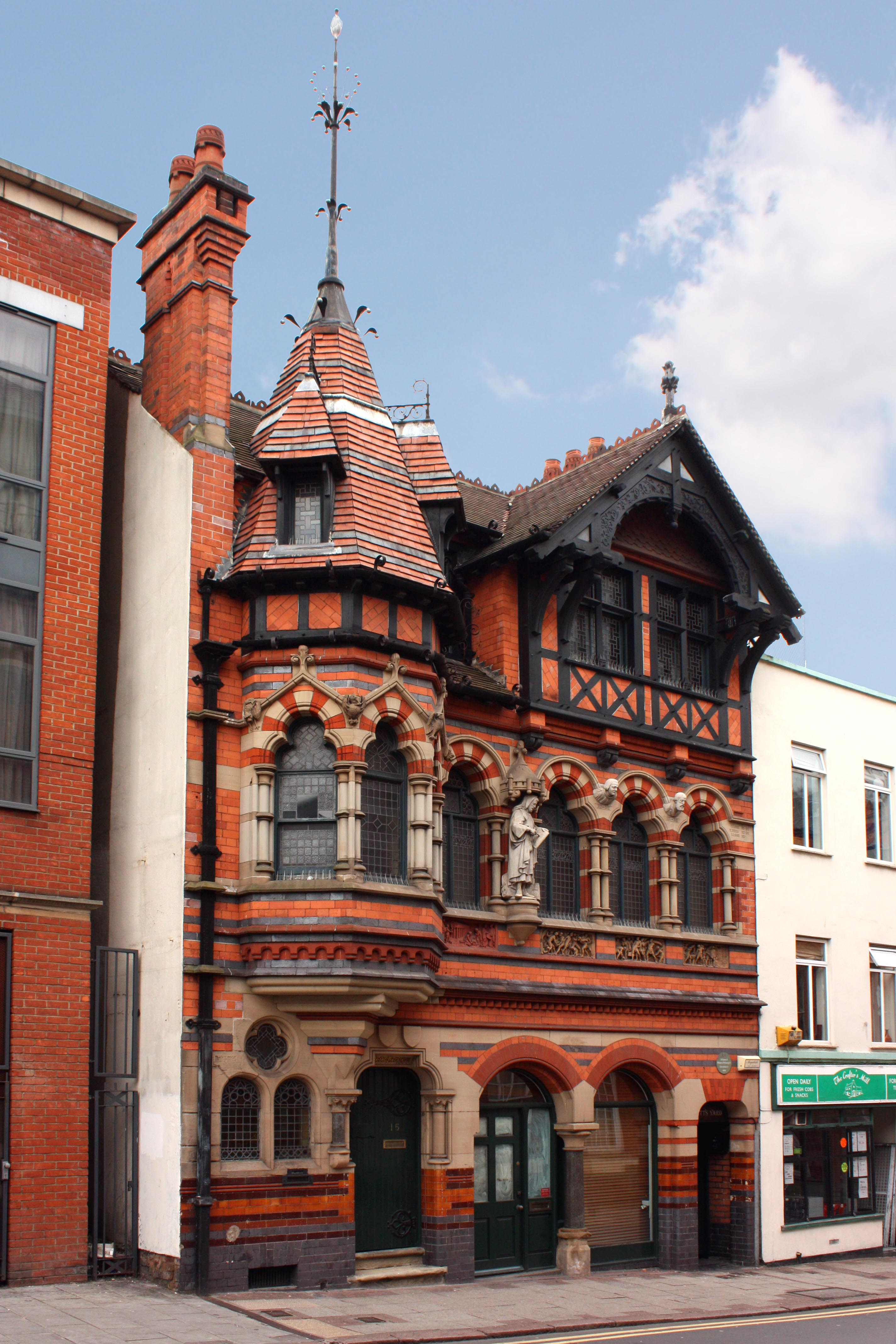
Architektonická kancelář Watsona Fothergilla na 15–17 George Street v Nottinghamu
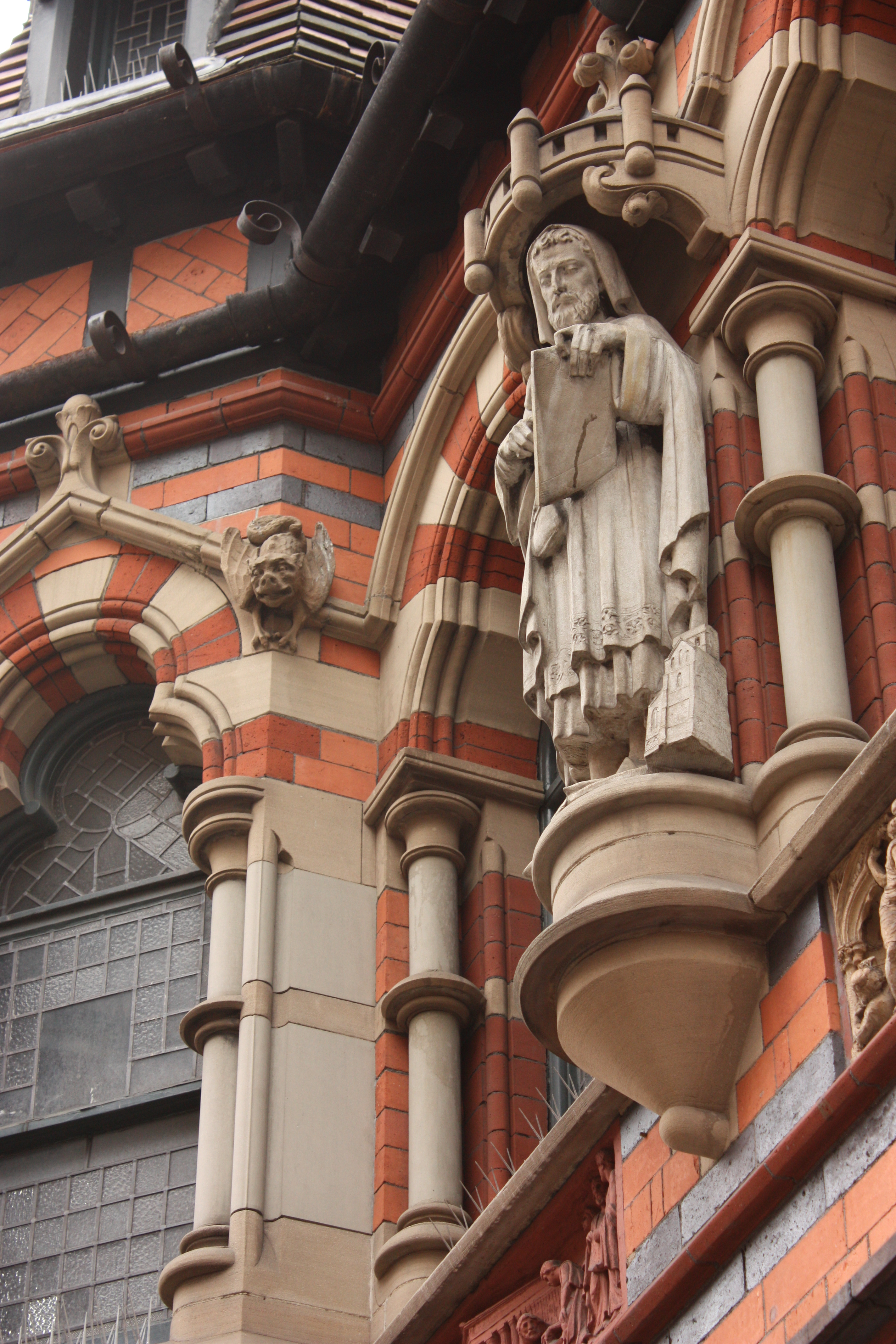
Detail sochy (od Nathaniela Hitche) na fasádě kanceláře Watsona Fothergilla
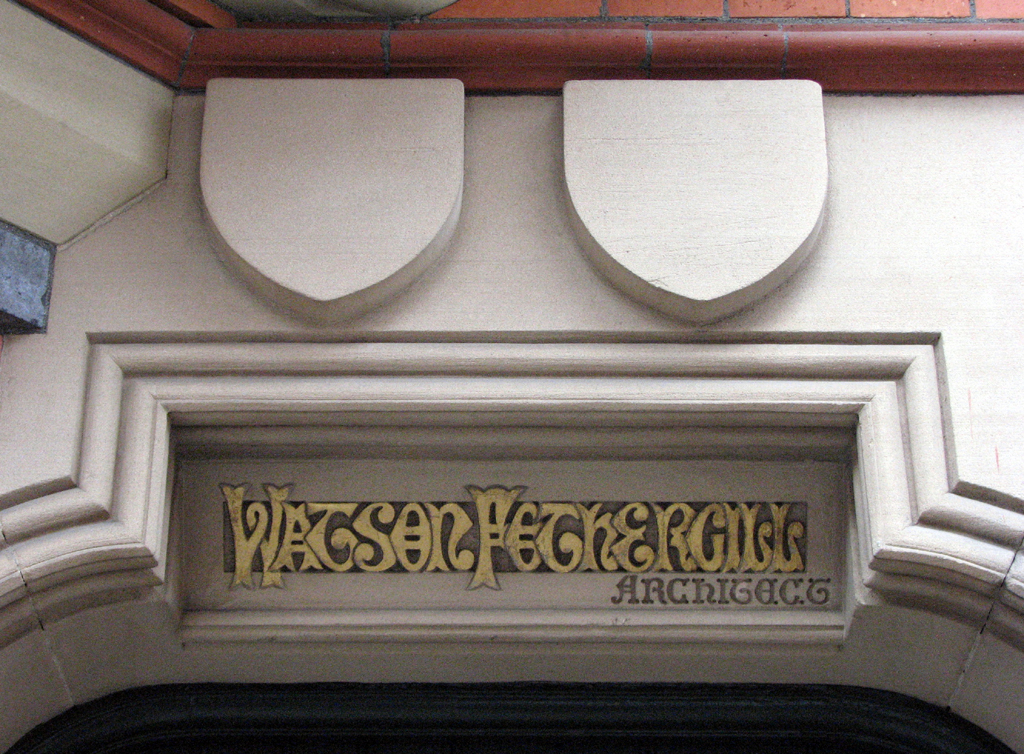
Nápis nade dvěřmi do kanceláře Watsona Fothergilla na George Street v Nottinghamu
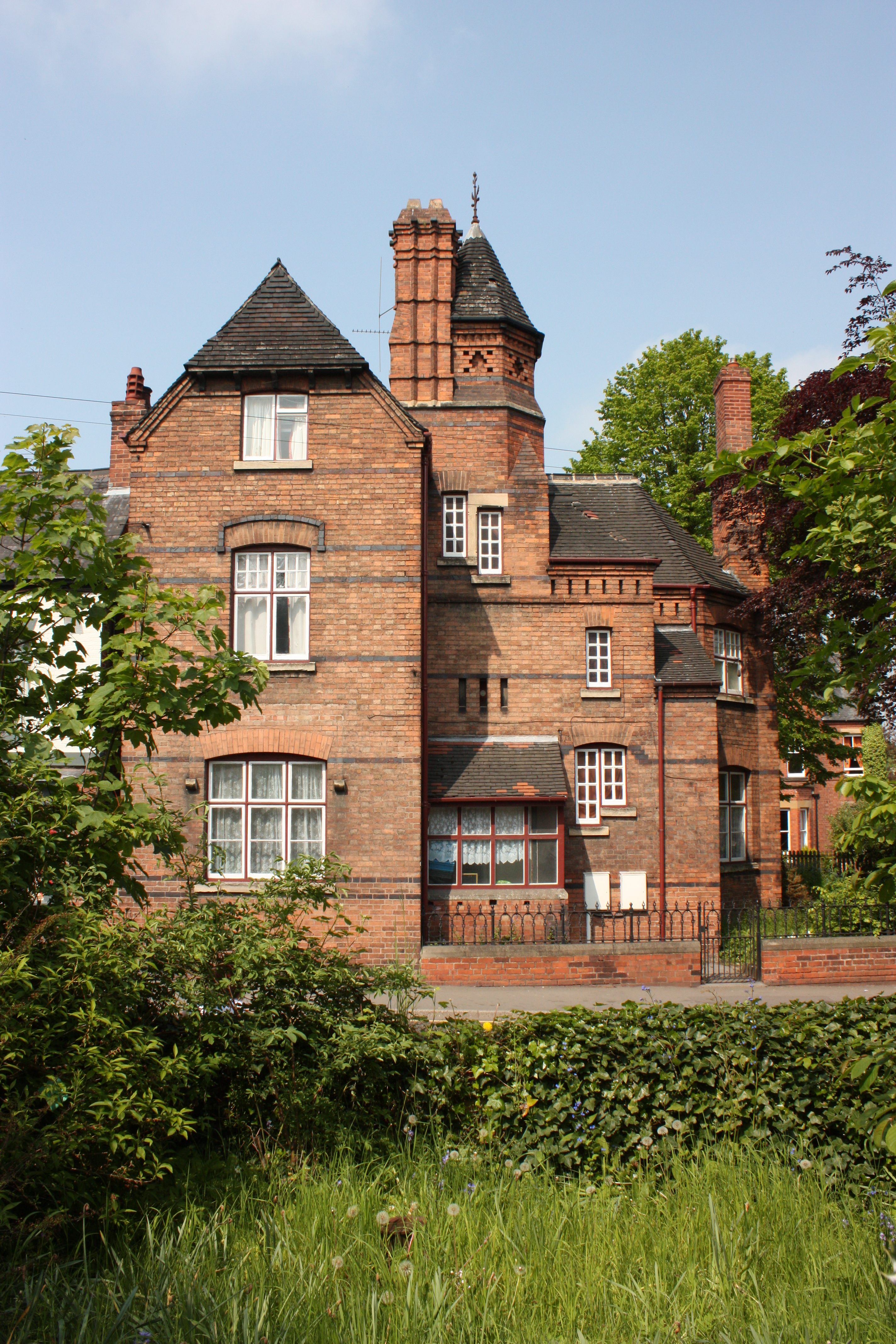
Vila v Bridgegate v Retfordu
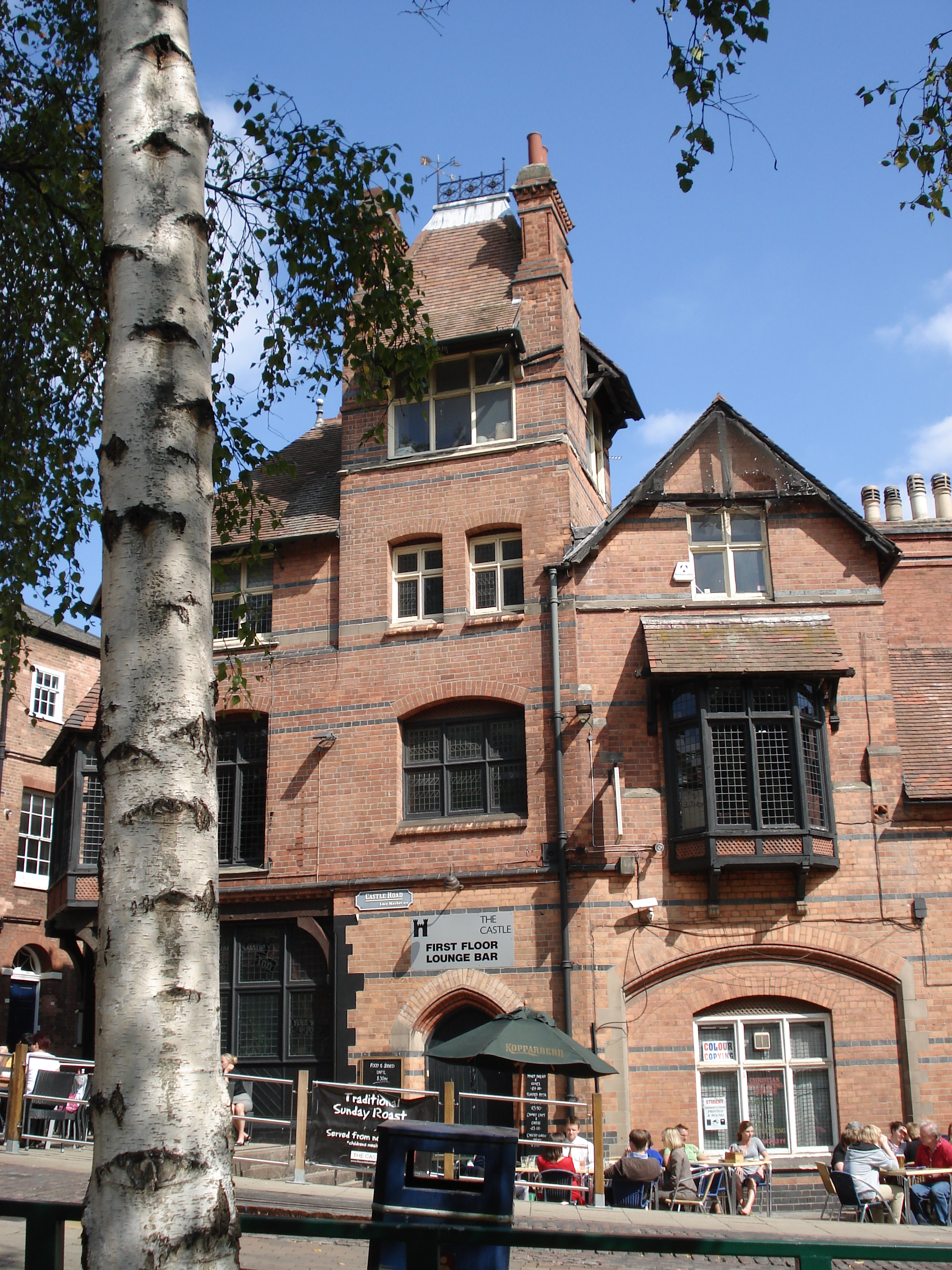
Domy a obchody na Castle Road v Nottinghamu
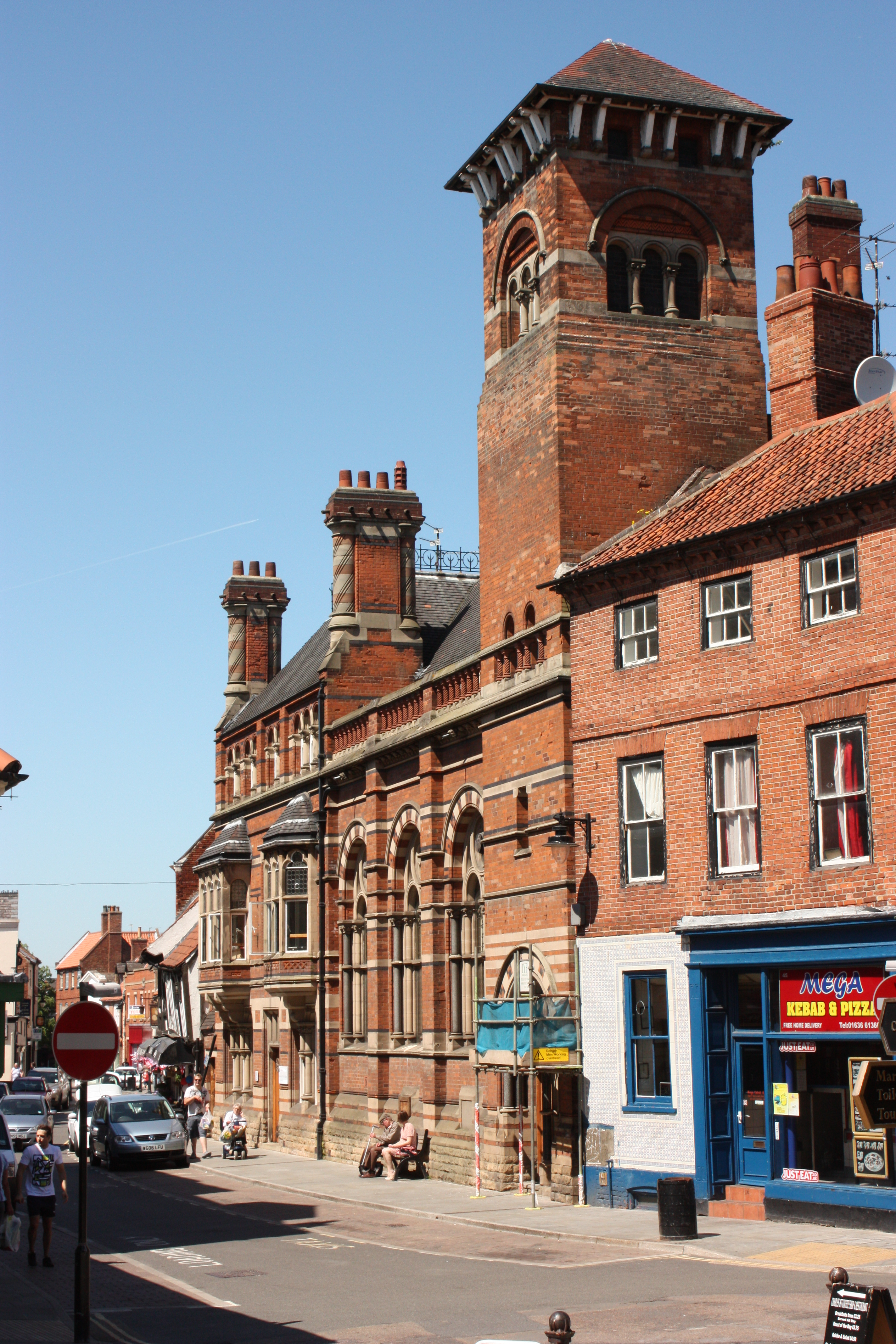
Bankovní dům v Kirkgate v Newarku
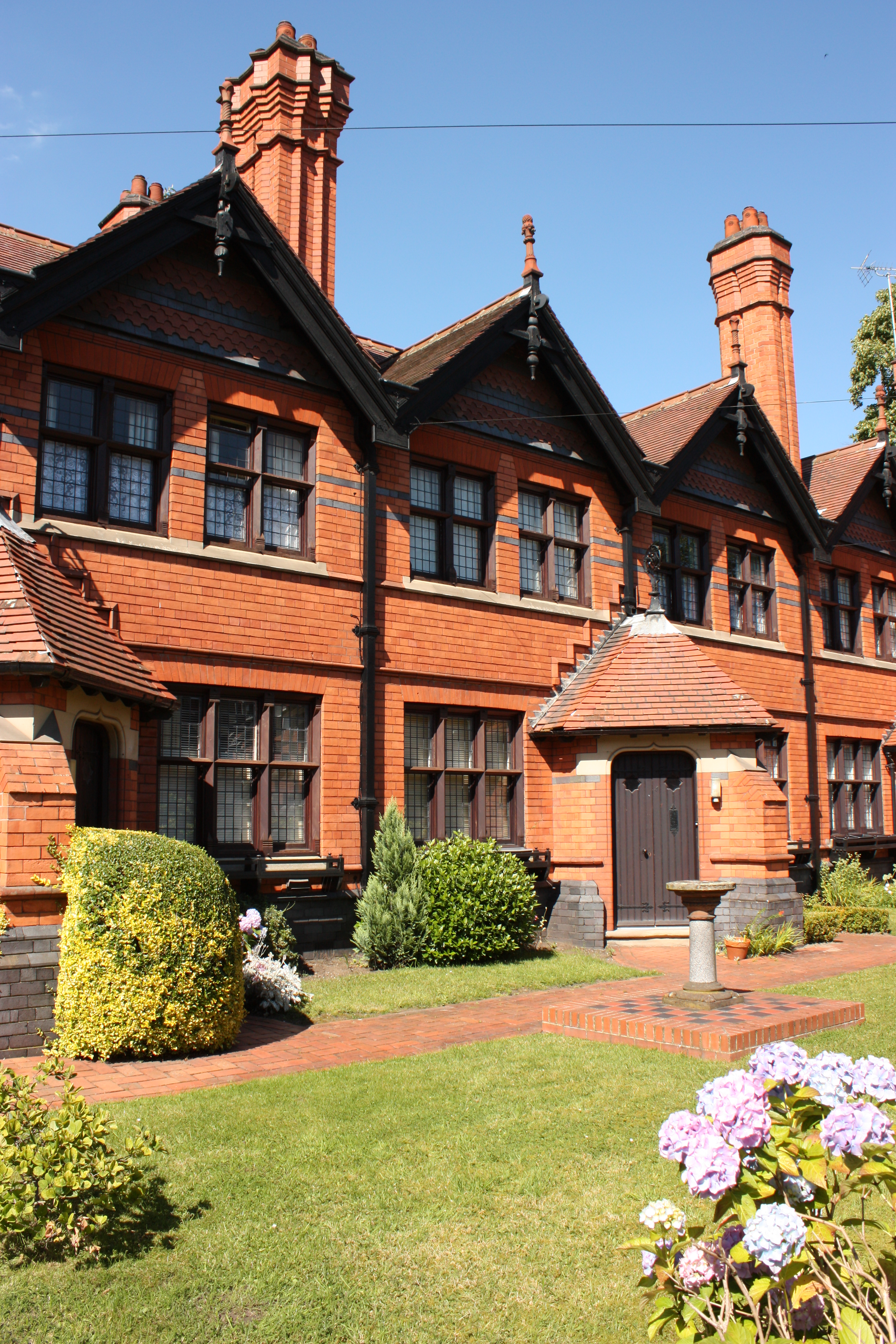
Osm ženských domovů v Sherwood Rise v Nottinghamu
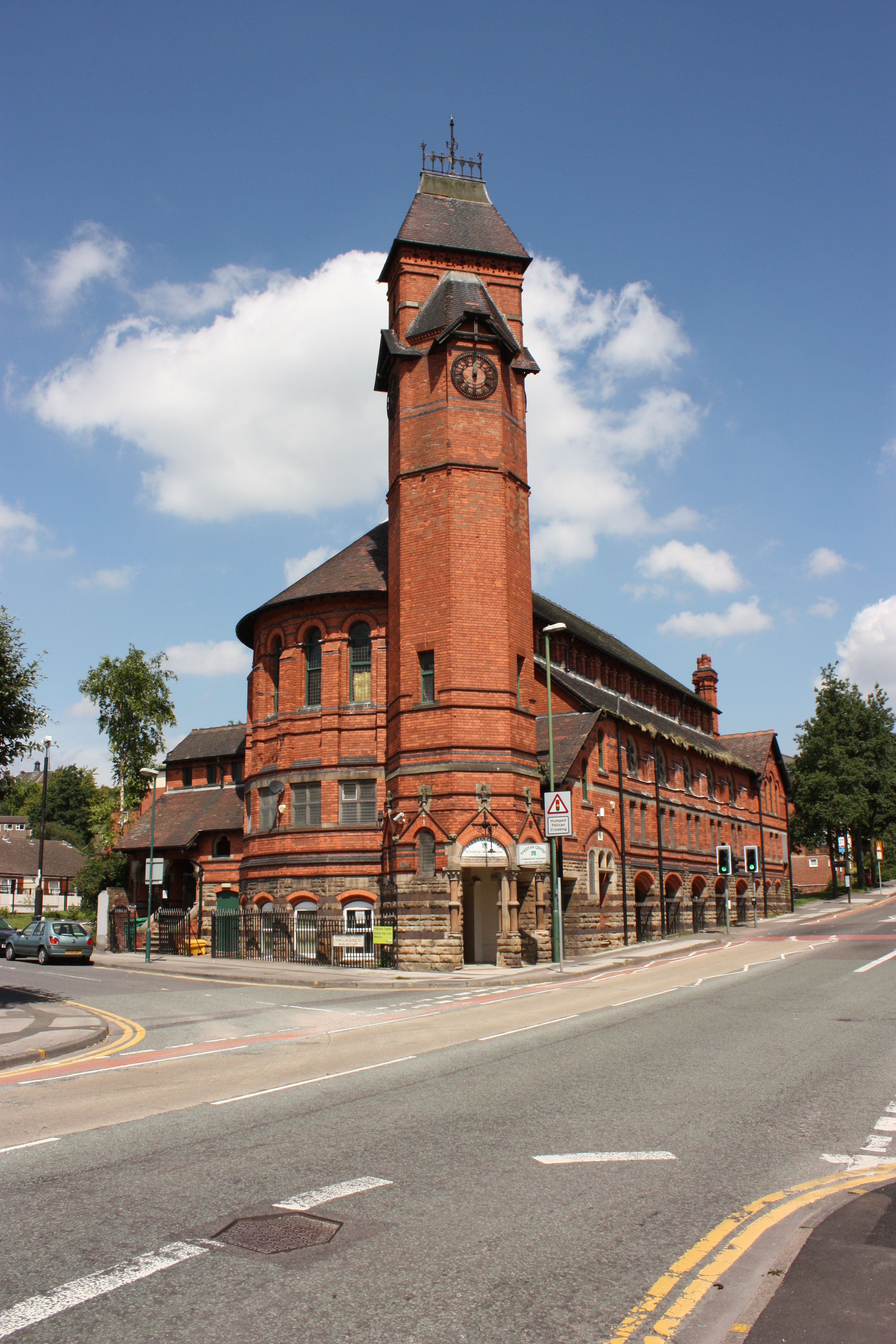
Baptistická kaple na Woodborough Road
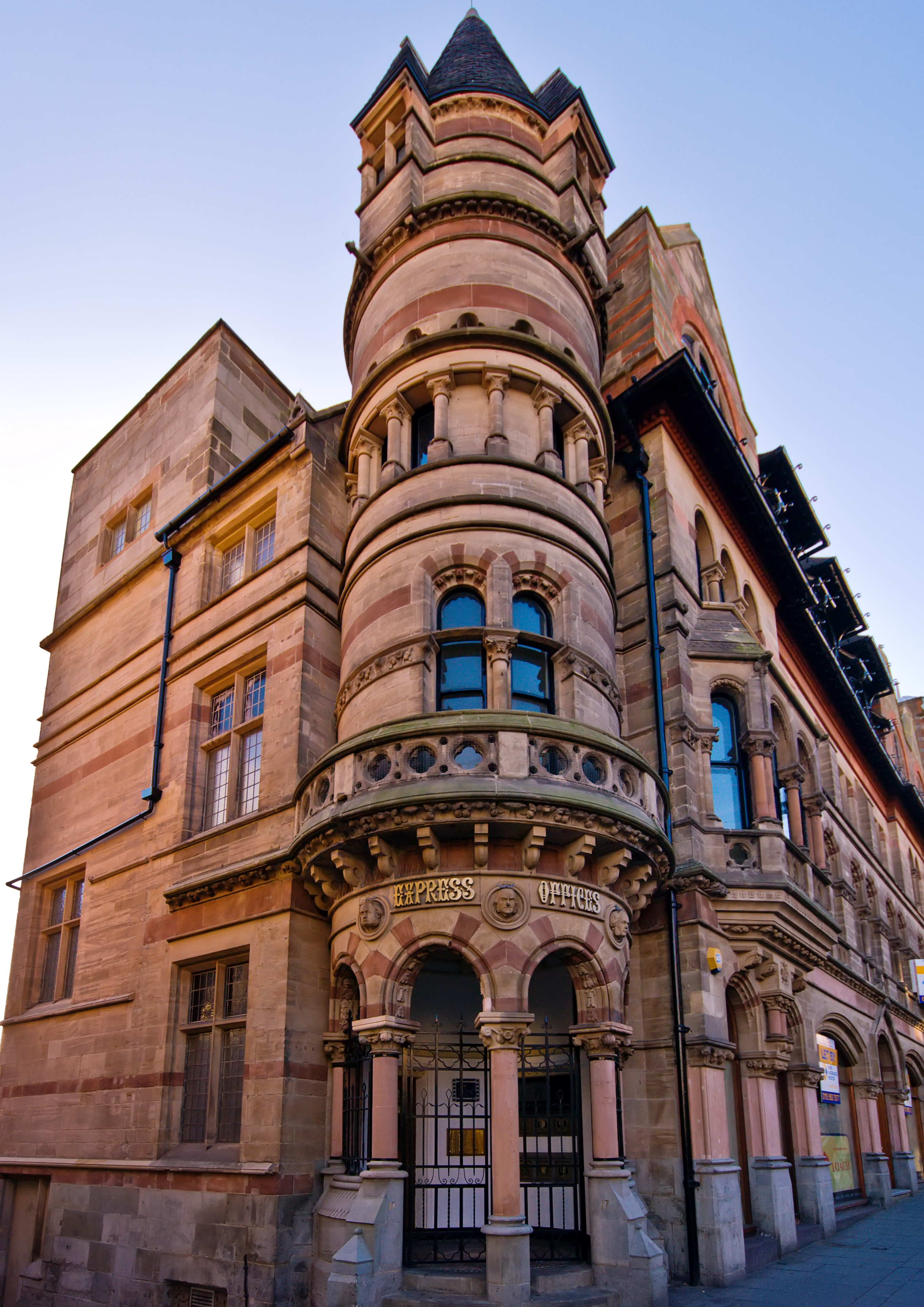
Express Building, Nottingham
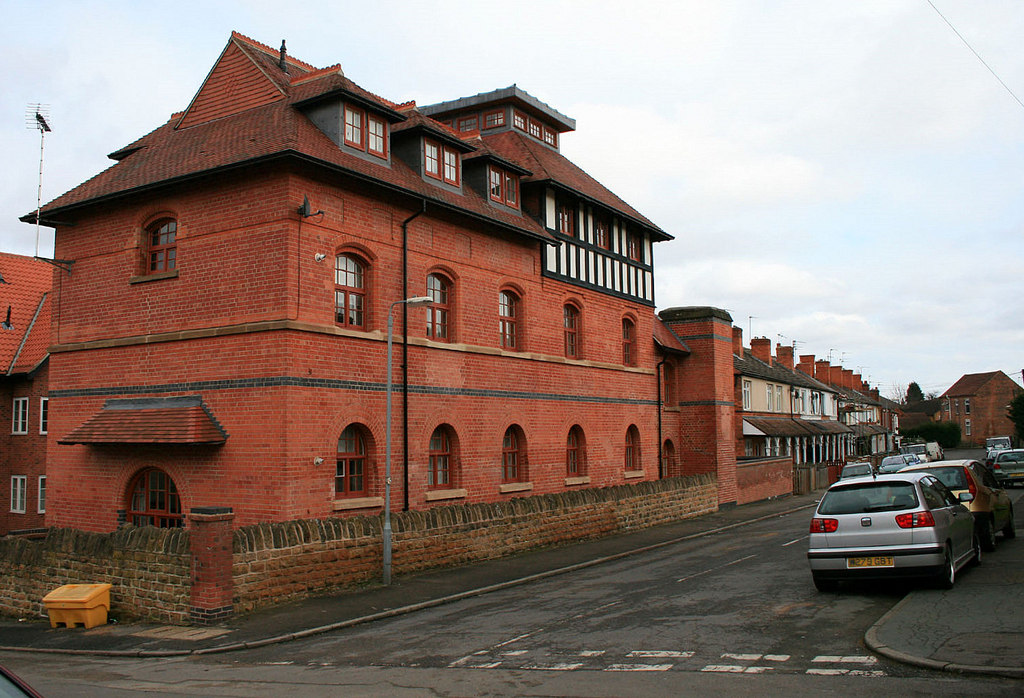
Carltonská prádelna
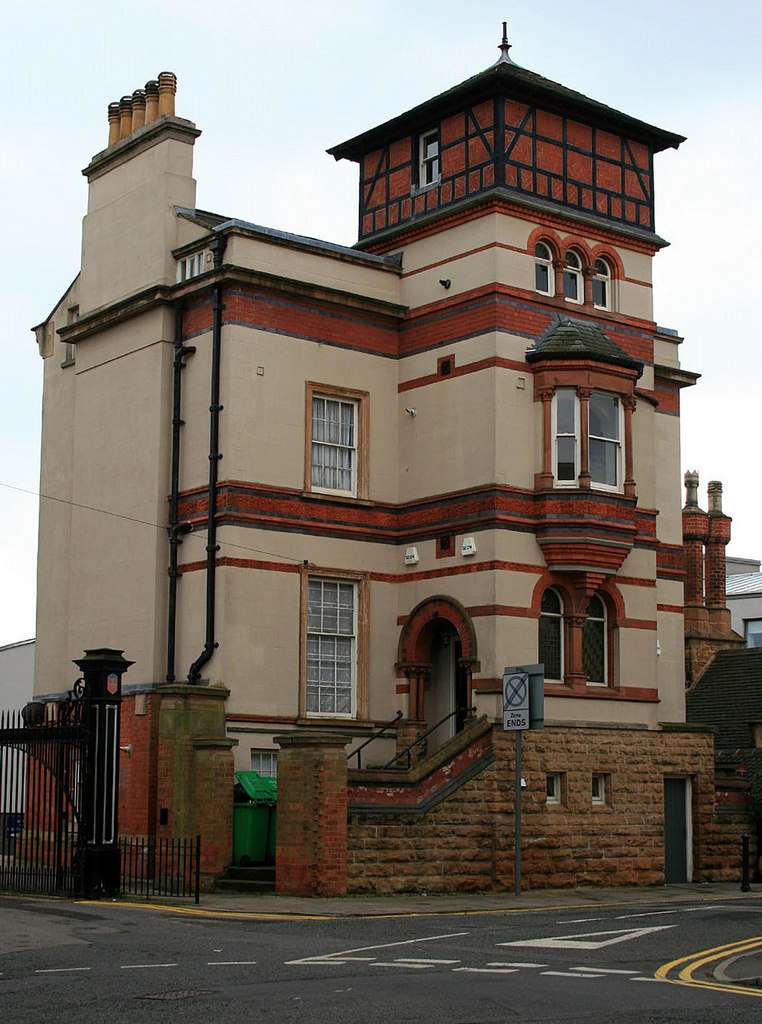
Věžový dům, Park Row, Nottingham
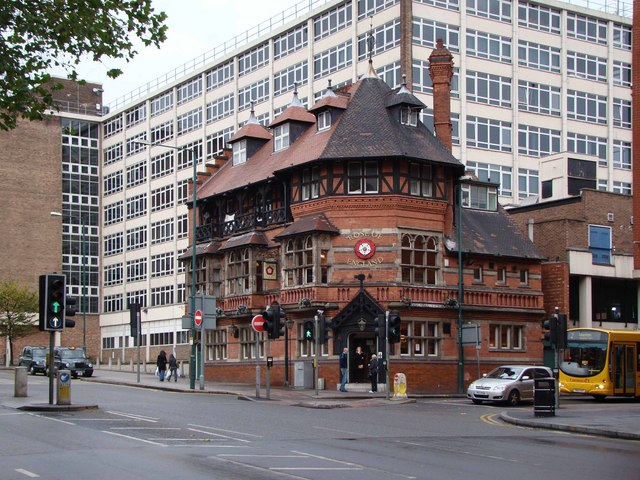
Hospoda Rose of England, Nottingham
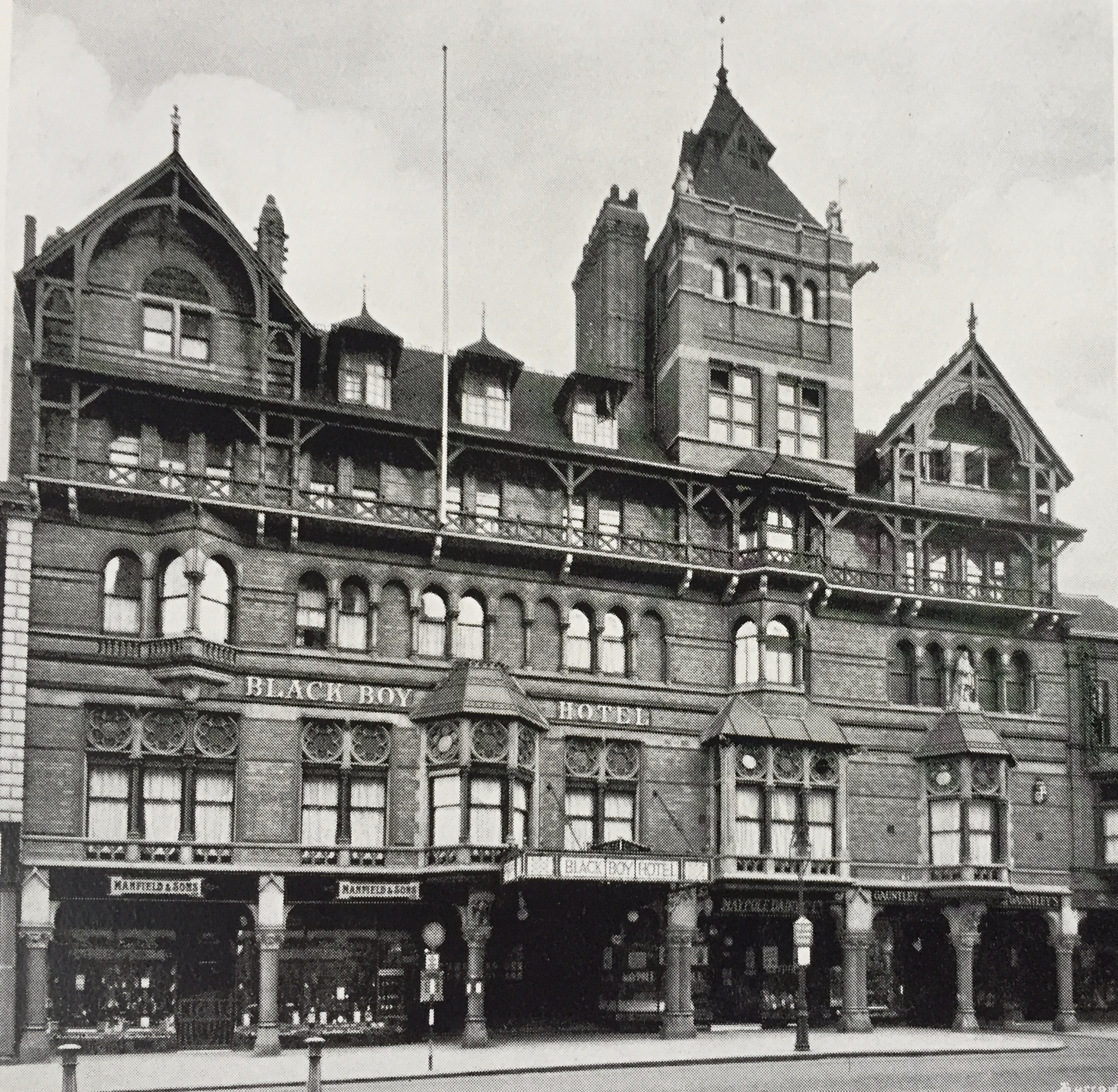
Black Boy Hotel, Nottingham
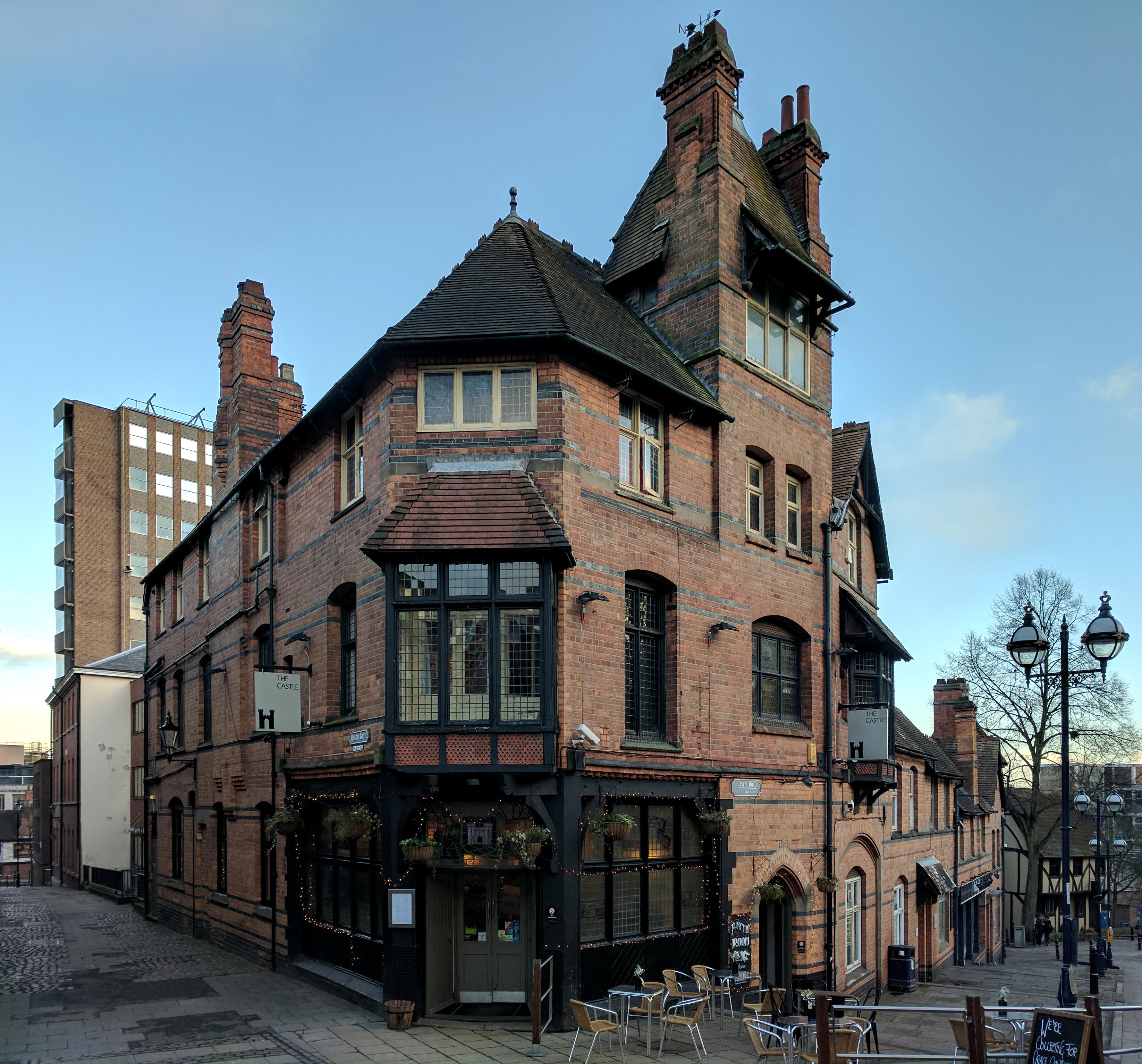
Mortimer House The Old Castle Inn, Castle Road, Nottingham